# آیوانپا (کالیفرنیا)
آیوانپا (به انگلیسی: Ivanpah) یک منطقهٔ مسکونی در ایالات متحده آمریکا است که در شهرستان سن برناردینو، کالیفرنیا واقع شده‌است. آیوانپا ۱٬۰۷۲٫۹۱ متر بالاتر از سطح دریا قرار دارد.